# Lee Ving
Lee Ving, nascido Lee James Capellaro (Filadélfia, 10 de abril de 1950), é um músico e ator ocasional estadunidense. É o líder da banda de punk rock Fear.
Ving também foi vocalista da primeira versão do único álbum da banda MD.45, que contava com Dave Mustaine do Megadeth e Jimmy DeGrasso do Suicidal Tendencies. Na versão remasterizada do álbum, lançada em 2004, Dave assumiu o vocal.

## Música

### Fear
- The Record (LP, 1982)
- More Beer (LP, 1985)
- Live... for the Record (LP, 1991)
- Have Another Beer with Fear (LP, 1995)
- American Beer (LP, 2000)

### MD.45
- The Craving (CD, Cassette, LP, 1995)

## Filmografia
- The Taking of Beverly Hills (1991)
- Dudes (1987)
- Black Moon Rising (1986)
- Clue (1985)
- Pulse Pounders
- Scenes from the Goldmine
- Streets of Fire (1984)
- The Wild Life (1984)
- Flashdance (1983)
- Get Crazy (1983)
- Grave Secrets
- Masters of Menace (1990)
- Nightmares (1983)
- The Decline of Western Civilization (1981)